# Plutothrix trifasciata

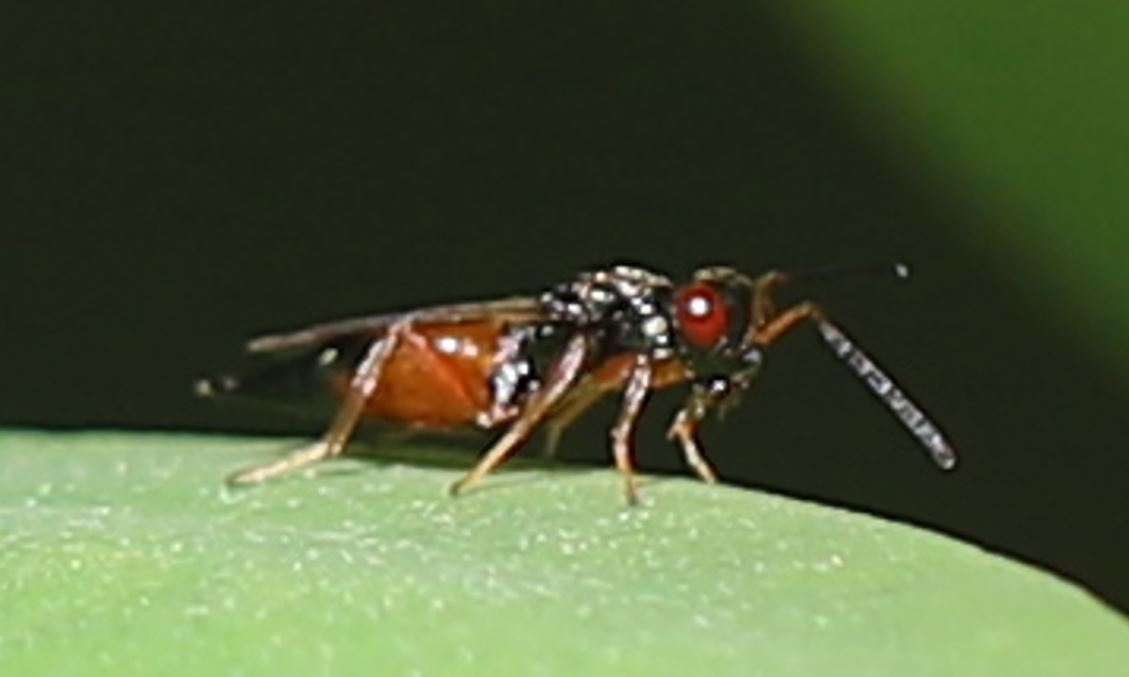
Seitenansicht

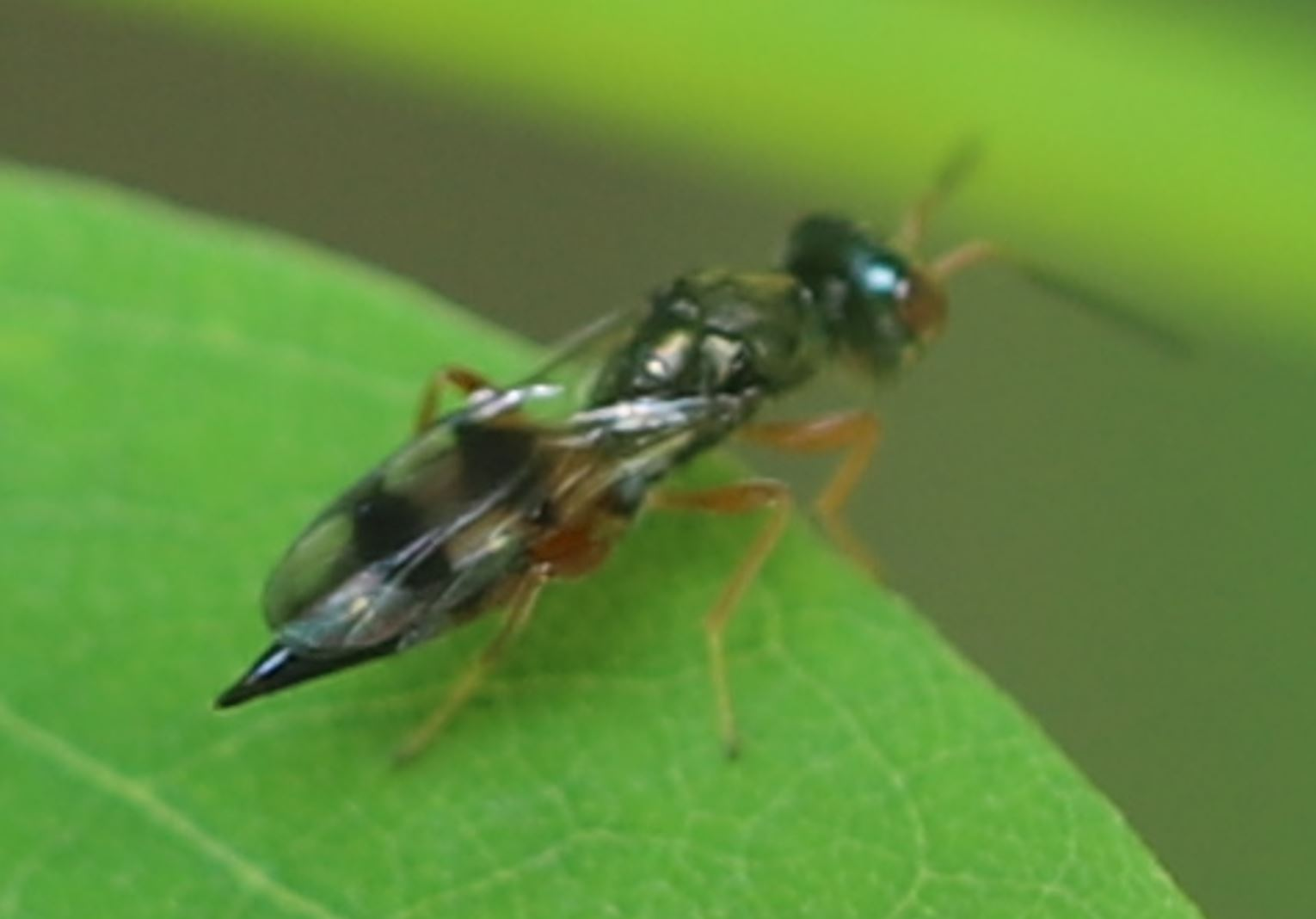
Hinterleibsende mit Ovipositor sichtbar

Plutothrix trifasciata ist eine Erzwespe aus der Familie der Pteromalidae. Die Art wurde 1878 von dem schwedischen Entomologen Carl Gustaf Thomson erstbeschrieben. Das lateinische Art-Epitheton trifasciata bedeutet „dreibändrig“ und bezieht sich offenbar auf die Flügelfärbung der Weibchen.

## Merkmale
Die Erzwespen sind etwa 7 mm lang. Kopf und Thorax sind metallisch dunkel-olivgrün glänzend. Der Hinterleib ist gelbrot gefärbt. Die hinteren Tergite sind verdunkelt. Bei den Weibchen läuft der Hinterleib hinten spitz zu. Am Hinterleibsende der Weibchen ist ein kurzer Ovipositor (Legeapparat) erkennbar. Die Beine sind gelbrot gefärbt. Die Facettenaugen sind dunkelrot. Der Scapus (erstes Fühlerglied) ist gelbrot, die restlichen Fühlerglieder sind verdunkelt. Die Fühlerglieder der Männchen weisen abstehende Härchen auf. Die Vorderflügel weisen eine für die Hautflüglerfamilie typische stark reduzierte Flügeladerung auf. Die Vorderflügel der Weibchen weisen ein dunkles Fleckenmuster auf.

## Verbreitung
Plutothrix trifasciata ist in Europa weit verbreitet. Das Vorkommen reicht von Skandinavien im Norden bis auf die Iberische Halbinsel und das südöstliche Europa (Kroatien, Ungarn, Rumänien). In England ist die Art offenbar auch präsent.

## Lebensweise
Die Art weist vermutlich eine ähnliche Lebensweise auf wie die verwandte Art Plutothrix coelius. Diese parasitiert im Holz sich entwickelnde Larven von Nagekäfern (Ptinidae) und Borkenkäfern (Scolytinae). Entsprechend findet man die Erzwespen in Wäldern und an Waldrändern.